# 珈琲どりーむ
『珈琲どりーむ』（かふぇどりーむ）は、原作：花形怜、漫画：ひらまつおさむによる日本の漫画。2005年から2008年まで『週刊漫画TIMES』（芳文社）にて連載していた。単行本は全5巻。
日本初のUCC上島珈琲の推薦コミックである。

## ストーリー
江戸時代から続く老舗茶屋の跡取り息子、白樺茶輔。実は日本茶よりもコーヒーをこよなく愛す彼は、コーヒー店を開くことを夢見ている。だが、父はコーヒーを忌み嫌い、その前途は多難。
一方、茶輔の恋人の香織はカフェの一人娘だが、香織の父と茶輔の父は犬猿の仲の関係で、2人の恋人関係は周囲には秘密にされている。
夢も恋愛も八方塞がりの茶輔だが、持ち前のガッツと圧倒的なコーヒーの知識を武器に、少しずつ周囲の信頼を勝ち得ていく。

## 登場人物
白樺茶輔（しらかば さすけ）
この漫画の主人公。江戸時代から続く老舗茶店「白樺園」の跡取り息子。
実は日本茶よりもコーヒーが好きで、コーヒー事業部を立ち上げる。
桜木香織（さくらぎ かおり）
実家のカフェ「シェードツリー」を手伝っている。茶輔の恋人だが、周囲には秘密にしている。
白樺徳一（しらかば とくいち）
茶輔の父で、「白樺園」の主。コーヒーを忌み嫌っている。
白樺葉子（しらかば ようこ）
茶輔の母。
桜木貴之（さくらぎ たかゆき）
香織の父。カフェ「シェードツリー」の店主だが、パチンコに行ってばかりいる。
香織と茶輔の関係を絶対に認めたくない。
杉田（すぎた）
茶輔の学生時代の先輩で、料亭の跡取り息子。

## 単行本
1. 第1巻 2006年8月31日発売 ISBN 978-4-8322-3063-7
2. 第2巻 2007年3月31日発売 ISBN 978-4-8322-3079-8
3. 第3巻 2007年8月31日発売 ISBN 978-4-8322-3093-4
4. 第4巻 2008年1月31日発売 ISBN 978-4-8322-3104-7
5. 第5巻 2008年7月1日発売 ISBN 978-4-8322-3119-1